# Lygocoris belfragii
Lygocoris belfragii är en insektsart som först beskrevs av Reuter 1876.  Lygocoris belfragii ingår i släktet Lygocoris och familjen ängsskinnbaggar. Inga underarter finns listade i Catalogue of Life.